# Haselau
Haselau là một đô thị ở huyện Pinneberg, trong bang Schleswig-Holstein, nước Đức. Đô thị này có diện tích 18,88 km², dân số thời điểm 31 tháng 12 năm 2006 là 1159 người.